# Bahnhof Oberhausen-Sterkrade
Der Bahnhof Oberhausen-Sterkrade liegt in der Mitte des Oberhausener Stadtteils Sterkrade an der Hollandstrecke Oberhausen – Arnhem. Er ist nach dem Hauptbahnhof der zweitwichtigste Personenbahnhof und wichtiger Verknüpfungspunkt zwischen Bus und Bahn der Stadt.

## Lage und Aufbau
Der Bahnhof Oberhausen-Sterkrade ist eine Betriebsstelle an den VzG-Strecken 2206 (Wanne-Eickel Hbf – Oberhausen-Sterkrade) und 2270 (Oberhausen Hbf – Emmerich Grenze [– Arnhem]). Erstgenannte Relation wird nur im Güterverkehr genutzt. Die benachbarten Bahnhöfe in Fahrtrichtung Süden sind Oberhausen Hbf (VzG-Strecke 2270) und Oberhausen-Osterfeld (VzG-Strecke 2206), nach Norden folgen der Haltepunkt Oberhausen-Holten und der Bahnhof Dinslaken.
Die Station verfügt über sechs Hauptgleise, die etwa in Süd-Nord-Richtung verlaufen. Gleis 1 (nach Emmerich) und 2 (von Emmerich) sind die durchgehenden Hauptgleise. Gleis 3 dient als Überholgleis. Gleis 4 dient für Anschlussfahrten zu Oxea. Die auf der Ostseite gelegenen Gleise 8 und 9 sind für Abstellung vorgesehen, ein früher vorhandener Gleisanschluss zum Werk der GHH Radsatz wird nicht mehr bedient. Das Empfangsgebäude befindet sich östlich von Gleis 1. Der Bahnhof ist mit einem Hausbahnsteig an Gleis 1 (172 Meter Länge) und einem Mittelbahnsteig an Gleis 2/3 (222 Meter Länge) ausgestattet. Die Bahnsteige sind mit Ausnahme eines kurzen erhöhten Bereichs an Gleis 1 38 Zentimeter hoch. Innerhalb der Bahnhofsgrenzen kreuzt die Rosastraße die Gleise in Richtung Oberhausen Hbf.
Der Bahnhof hat zwei Ausgänge: Der westliche führt auf den Park-and-Ride-Parkplatz an der Neumühler Straße im Stadtteil Schwarze Heide und der östliche direkt zur Sterkrader Innenstadt. Die Wege zu den Ausgängen sind zwar mit kleinen Rampen an den Treppen versehen, der Mittelbahnsteig kann jedoch nur über eine Treppe erreicht werden, sodass der Bahnhof nicht barrierefrei ist.
Der Bahnhof liegt geographisch gesehen sehr zentral in Oberhausen. Um genau zu sein, liegt er etwa 200 m bis 250 m Luftlinie westlich der Christinestraße 23, der geographischen Mitte Oberhausens.

## Geschichte

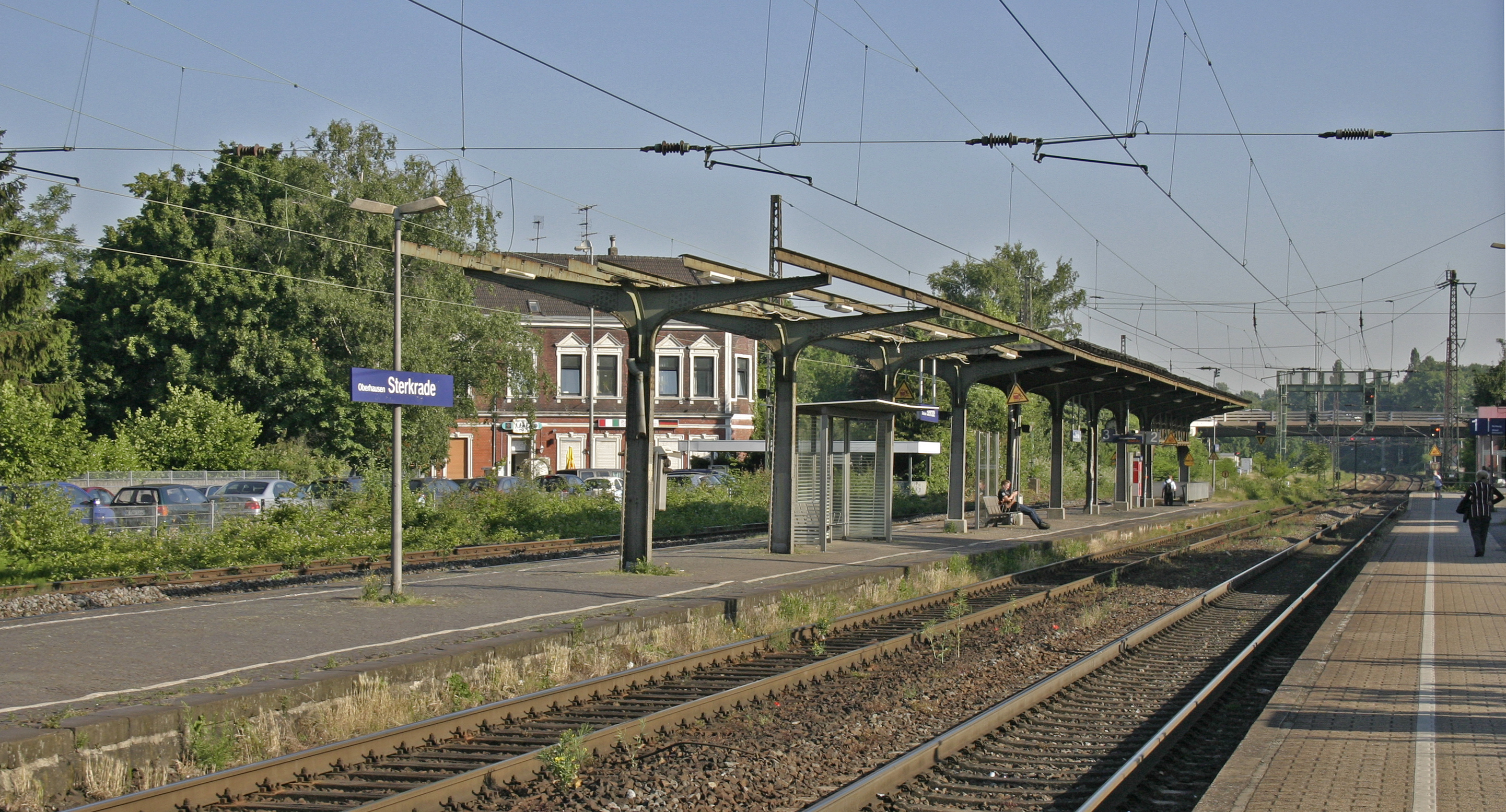
Bahnsteige in Oberhausen-Sterkrade, 2015

Die Eröffnung des Bahnhofs fand mit der Inbetriebnahme des Streckenabschnittes Oberhausen – Dinslaken am 1. Juli 1856 statt. Erbauer und Betreiber war die 1880 verstaatlichte Cöln-Mindener Eisenbahn-Gesellschaft (CME). Am 15. November 1873 nahm die CME die Strecke zwischen Schalke nach Sterkrade als Teil der späteren Emschertalbahn in Betrieb. Zuerst nur von Güterzügen genutzt, fuhren dort ab dem 1. Juli 1874 auch Personenzüge. Ein Jahr später, am 1. Juli 1875, wurde die Teilstrecke nach Ruhrort fertiggestellt. Am 15. Oktober 1875, startete der Personenverkehr nach Ruhrort. Durchgehende Züge mussten noch bis zum Bau der Verbindungsstrecke von Osterfeld nach Neumühl 1878 in Sterkrade Kopfmachen.
Im Jahr 1888 wurde das Bahnhofsstationsgebäude von Köln-Kalk nach Sterkrade versetzt. Das Gebäude wurde im Zweiten Weltkrieg zu 82 Prozent zerstört. Von November 1945 bis Mai 1948 fuhren von Sterkrade aus Personen- und Güterzüge über das Gleisnetz der Gutehoffnungshütte nach Walsum und weiter über die Walsumbahn nach Spellen. Der besagte Streckenabschnitt war infolge der Sprengung zweier Brücken nicht mehr an das übrige Streckennetz angebunden. Der Entwurf für den Neubau des Empfangsgebäudes lag im Dezember 1950 vor. Im linken Gebäudeteil befand sich die über beide Geschosse ragende Schalterhalle, der mittlere Teil umfasste das Bahnhofsrestaurant und Diensträume, die Gepäckabfertigung wurde in einem flachen Anbau untergebracht. Der Bau wurde am 4. Januar 1951 genehmigt und im darauffolgenden Jahr fertiggestellt.
1973 ging in einem Anbau im Erdgeschoss das Relaisstellwerk Osf in Betrieb. Es ersetzte drei ältere mechanische Stellwerke. Im Juni 2013 wurde der Bahnhof an das ESTW Emmerich angeschlossen.

## Zukunft

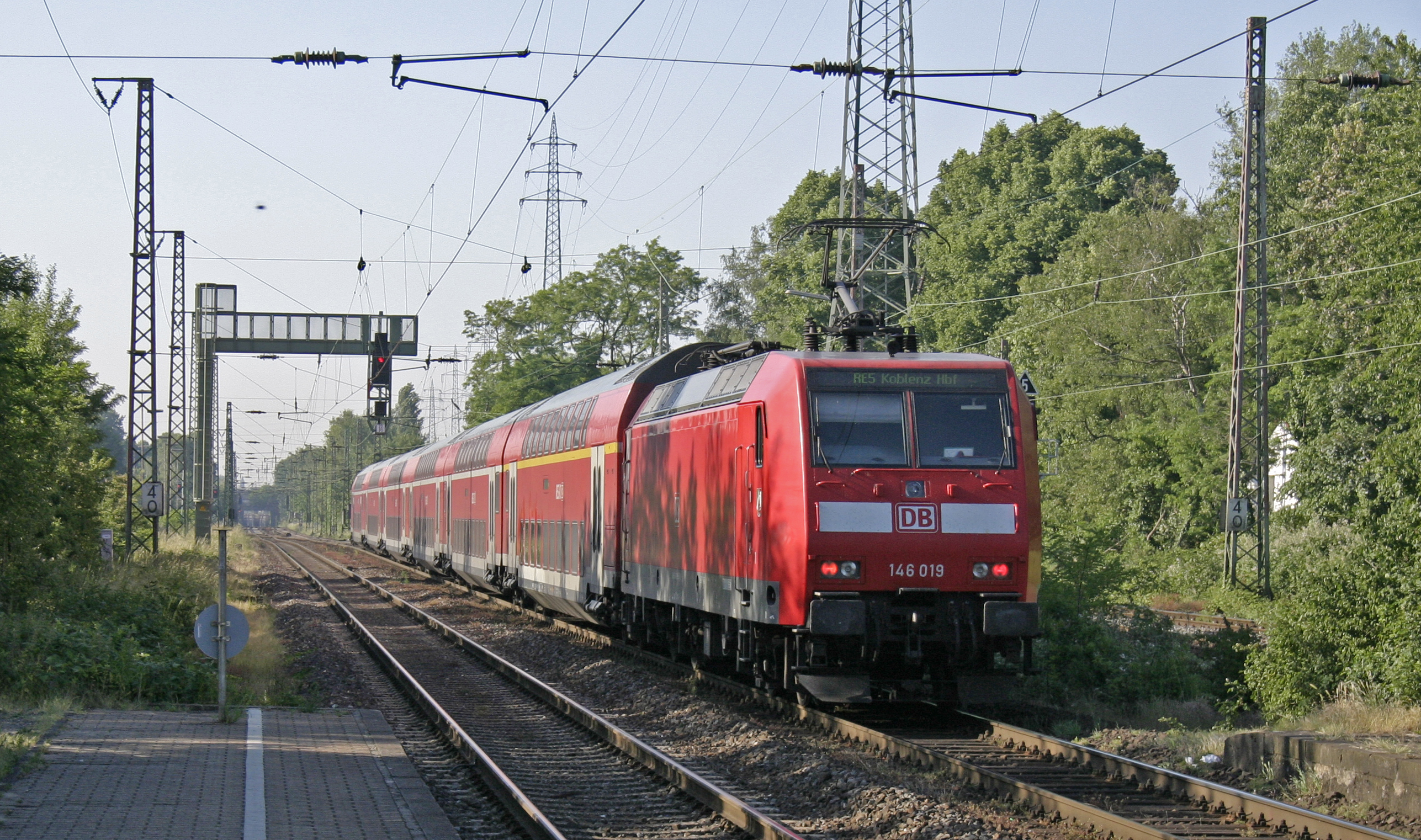
Ausfahrt des RE5 aus Oberhausen-Sterkrade nach Koblenz, 2015

Im Zuge des Ausbaus der Hollandstrecke soll der Bahnhof umfangreich umgebaut werden. Südlich des Bahnhofs werden zwei neue Streckengleise entlang der Bestandsstrecke errichtet werden, die Verbindungskurve nach Oberhausen-Osterfeld soll für den Güterverkehr zweigleisig ausgebaut werden. Die Einfädelung der Gütergleise soll nördlich des Bahnhofs erfolgen. Der Bahnübergang Rosastraße soll durch eine Überführung ersetzt werden. Anstelle der vorhandenen Bahnsteige sind zwei Mittelbahnsteige mit 76 Zentimeter Höhe vorgesehen. Der Zugang soll barrierefrei durch Rampen an den Ausgängen und Aufzuganlagen zu den Bahnsteigen gewährleistet werden. Die Planfeststellung wurde 2013 durchgeführt.
Planungen für eine neue Straßenbahnstrecke Essen–Oberhausen waren in den 2010er-Jahren weit vorangeschritten. Nach einem Nein beim Ratsbürgerentscheid am 8. März 2015 wurden sie zurückgestellt. Das Betriebskonzept der Linie 105 sah ab Essen-Frintrop eine Neubaustrecke zur ÖPNV-Trasse Oberhausen vor und auf dieser eine abwechselnden Bedienung nach Oberhausen Hauptbahnhof und Sterkrade Bahnhof. Die Verlängerung der Straßenbahnlinie 105 von Essen-Frintrop zum Einkaufszentrum CentrO wurde danach auf Betreiben der Städte Essen und Oberhausen erneut in den ÖPNV-Bedarfsplan des Landes Nordrhein-Westfalen, der von 2017 bis 2030 gilt, aufgenommen. Damit wäre es möglich, im Zeitraum bis 2030 die Straßenbahnverbindung zwischen Essen und Oberhausen zu realisieren.

## Bedienung

### Regionalverkehr
Das Schienenpersonennahverkehrs-Angebot am Sterkrader Bahnhof setzt sich planmäßig aus drei Regionalverkehrslinien zusammen:
| Linie      | Linienweg | Takt                | Betreiber        |
| ---------- | --- | ------------------- | ---------------- |
| RE 5 (RRX) | Rhein-Express: Wesel – Friedrichsfeld (Niederrhein) (zweistdl.) – Voerde (Niederrhein) – Dinslaken – Oberhausen-Holten (zweistdl.) – Oberhausen-Sterkrade – Oberhausen Hbf – Duisburg Hbf – Düsseldorf Flughafen – Düsseldorf Hbf – Düsseldorf-Benrath – Leverkusen Mitte – Köln-Mülheim – Köln Messe/Deutz – Köln Hbf – Köln Süd – Brühl – Bonn Hbf – Bonn UN Campus – Bonn-Bad Godesberg – Oberwinter – Remagen – Sinzig (Rhein) – Bad Breisig – Andernach – Koblenz Stadtmitte – Koblenz Hbf Stand: Fahrplanwechsel Dezember 2023        | 60 min              | National Express |
| RE 19      | Rhein-IJssel-Express: Zugteil 1: Arnhem Centraal – Zevenaar – Emmerich-Elten – Emmerich – Praest – Millingen (b Rees) – Empel-Rees – Haldern (Rheinl) – Mehrhoog – Wesel Feldmark – Wesel Zugteil 2: Bocholt – Hamminkeln-Dingden – Hamminkeln – Wesel-Blumenkamp – Wesel Flügelung bzw. Wiedervereinigung: Wesel – Friedrichsfeld (Niederrhein) – Voerde (Niederrhein) – Dinslaken – Oberhausen-Holten – Oberhausen-Sterkrade – Oberhausen Hbf – Duisburg Hbf – Düsseldorf Flughafen – Düsseldorf Hbf Stand: Fahrplanwechsel Dezember 2021 | 60 min              | VIAS             |
| RE 49      | Wupper-Lippe-Express: Wesel – Friedrichsfeld (Niederrhein) – Voerde (Niederrhein) – Dinslaken – Oberhausen-Holten – Oberhausen-Sterkrade – Oberhausen Hbf – Mülheim (Ruhr)-Styrum – Mülheim (Ruhr) Hbf – Essen West – Essen Hbf – Essen-Steele – Essen-Kupferdreh – Velbert-Langenberg – Velbert-Neviges – Wuppertal-Vohwinkel – Wuppertal Hbf Stand: Fahrplanwechsel Dezember 2021 | 60 min (wochentags) | DB Regio         |

Diese drei Linien bilden montags bis freitags einen ungefähren 20-Minuten-Takt.

### Bus- und Straßenbahnverkehr
Der Bahnhof ist ein wichtiger Knotenpunkt für den öffentlichen Personennahverkehr in Oberhausen. Es halten hier neben dem Bahnverkehr Buslinien verschiedener Unternehmen und die Straßenbahnlinie 112 nach Mülheim. Über die 1996 eröffnete, separate ÖPNV-Trasse erreicht man mit dem Bus in etwa 11 Minuten den Oberhausener Hauptbahnhof, wo man weitere Umsteigemöglichkeiten zum Regional- und Fernverkehr wahrnehmen kann. Regionalzüge benötigen etwa vier Minuten zum Hauptbahnhof.
Die Zahl der ÖPNV-Linien ist in Sterkrade größer als am Oberhausener Hauptbahnhof, während die Zahl der Abfahrten pro Stunde mit 88, verglichen mit 110 am Hauptbahnhof, geringer ist.
| Linie | Linienweg | Takt (Mo–Fr) | Betreiber         |
| ----- | --- | --- | ----------------- |
| X42   | Oberhausen Hbf – Neue Mitte Oberhausen – OB-Sterkrade Bf – OB-Elpenbachstraße – Bottrop-Fuhlenbrock – Bottrop-Grafenwald Schneiderstraße – Kirchhellen Schulze-Delitzsch-Straße \| – Dorsten ZOB \| – Feldhausen Bf – Movie Park Linie verkehrt zwischen Sterkrade Bf und Oberhausen Hbf über die ÖPNV-Trasse Oberhausen                | 30 min (Oberhausen Hbf - BOT-Kirchhellen) 60 min (BOT-Kirchhellen – Dorsten) 60 min (BOT-Kirchhellen – Movie Park) | Vestische / STOAG |
| SB90  | Holten Markt – OB-Holten Bf – Schmachtendorf Heinrich-Böll-Gesamtschule – Alsfeld Jägerstr. – Ludwigshütte – OB-Sterkrade Bf – OLGA-Park – Neue Mitte Oberhausen – Oberhausen Hbf – Alstaden – Ruhrpark – Mülheim-Styrum Linie verkehrt zwischen Sterkrade Bf und Oberhausen Hbf über die ÖPNV-Trasse Oberhausen                        | 20 min | STOAG             |
| SB94  | Essen-Frintrop Unterstraße (Anschluss an Straßenbahnlinie 105) – Stadtgrenze Essen – Marienburgstraße – Rathaus – Oberhausen Hbf – Bero-Zentrum – Lirich – Buschhausen Mitte – OB-Sterkrade Bf – Osterfeld Mitte – OB-Osterfeld Süd Bf – Marina/Sea-Life                                                                                | 20 min | STOAG             |
| SB97  | OB-Sterkrade Bf – Buschhausen Mitte – Lirich – Bero-Zentrum – Oberhausen Hbf – Anne-Frank-Realschule (verkehrt nicht während der Sommerferien) | 20 min | STOAG             |
| SB98  | Königshardt Falkestr. – Walsumermark – Schmachtendorf – Alsfeld Jägerstr. – Ludwigshütte – OB-Sterkrade Bf – OLGA-Park – Neue Mitte Oberhausen – Oberhausen Hbf – Bero-Zentrum – Rehmer – Alstaden Fröbelplatz Linie verkehrt zwischen Sterkrade Bf und Oberhausen Hbf über die ÖPNV-Trasse Oberhausen                                  | 20 min | STOAG             |
| 112   | OB-Sterkrade, Neumarkt – OB-Sterkrade Bf – OLGA-Park – Neue Mitte Oberhausen – Oberhausen Hbf – Landwehr – Mülheim-Styrum – Mülheim-West – Friedrich-Ebert-Straße – Mülheim Stadtmitte – Mülheim Kaiserplatz – Oppspring – Hauptfriedhof Linie verkehrt zwischen Sterkrade und Oberhausen Hauptbahnhof über die ÖPNV-Trasse Oberhausen. | 15 min | Ruhrbahn / STOAG  |
| 263   | OB-Sterkrade Bf – Klosterhardt – Rothebusch Nord – Fuhlenbrock Geibelstr. – Bottrop ZOB Berliner Platz – Batenbrock Prosperstr. – Bottrop-Welheim – Essen-Karnap, Boyer Straße | 20 min | Vestische         |
| 908   | OB-Sterkrade Bf – Buschhausen Mitte – Duisburg-Neumühl – Obermarxloh – Hamborn St.-Johannes-Hospital | 30 min | DVG               |
| 935   | OB-Sterkrade Bf – Buschhausen Friesen-/Beerenstraße – Duisburg-Röttgersbach – Marxloh Pollmann – Hamborn – Duisburg-Neumühl – Buschhausen Westmarkstraße – Oberhausen-Lirich – Bero-Zentrum – Oberhausen Hbf – Anne-Frank-Realschule | 60 min | STOAG/DVG         |
| 952   | Everslohstraße – Königshardt – Alsbachtal – Alsfeld Dragonerstr. – OB-Sterkrade Bf | 20 min | STOAG             |
| 954   | Walsumermark Hirschkamp – Neuköln – Brink – Walsumermark Eichsfeldstr. – Schmachtendorf – Waldhuck – Barmingholten – OB-Holten Bf – Holten Markt – Biefang Dienststraße – Buschhausen Friesen-/Beerenstraße – OB-Sterkrade Bf | 30 min | STOAG             |
| 955   | Schmachtendorf Heinrich-Böll-Gesamtschule – OB-Holten Bf – Siedlung Dunkelschlag – Alsfeld – OB-Sterkrade Bf – Buschhausen Mitte – Lirich – Bero-Zentrum – Oberhausen Hbf – Anne-Frank-Realschule | 60 min | STOAG             |
| 956   | Biefang Goerdelerstraße – Schwarze Heide – OB-Sterkrade Bf – Siedlung Eisenheim Zweigstraße – Schloss Oberhausen – TZU – Ziesakplaza – Marienkirche – Rathaus – Oberhausen Hbf – Dümpterkamp – Schlad Wehrstr. | 30 min | STOAG             |
| 957   | (Graßhofstraße – Waldteich –) Kiebitzstraße – OB-Sterkrade Bf – Osterfeld Mitte – OB-Osterfeld Süd Bf – Burg Vondern – Borbeck – Neue Mitte Oberhausen – TZU – Ziesakplaza – Marienkirche – Theater/Ebertbad – Oberhausen Hbf – Bebelstraße – Babcock Werk 1 – Tulpenstraße                                                             | 20/60 min (Graßhofstr.–Kiebitzstr.) 20 min (Kiebitzstr.–Tulpenstr.)                                                | STOAG             |
| 960   | OB-Holten Bf – Schmachtendorf – Walsumermark – Königshardt – Kirchhellener Straße – Alsfeld Dragonerstr. – OB-Sterkrade Bf – OLGA-Park – Neue Mitte Oberhausen – Oberhausen Hbf – Rathaus – Knappenmarkt – Schlad Wehrstr. Linie verkehrt zwischen Sterkrade Bf und Oberhausen Hbf über die ÖPNV-Trasse Oberhausen                      | 20 min | STOAG             |
| 962   | Elektrobuslinie: Kleekamp – Königshardt – Alsfeld – OB-Sterkrade Bf | 60 min | STOAG             |
| 966   | Elektrobuslinie: OB-Sterkrade Bf – Zweigstraße – Schloss Oberhausen – TZU – Ziesakplaza – John-Lennon-Platz – Oberhausen Hbf | 60 min | STOAG             |
| 976   | Königshardt Falkestr. – Tackenberg – OB-Sterkrade Bf – Buschhausen Mitte – Stadtwerke – Oberhausen Hbf – Styrum Nohlstr. – Schladschule – Schlad Wehrstr. – Mülheim-Dümpten Heifeskamp | 20 min | STOAG             |
| 979   | Elektrobuslinie: OB-Sterkrade Bf – Tackenberg – Bottrop-Fuhlenbrock – Bottrop ZOB Berliner Platz | 20 min | Vestische / STOAG |
| NE1   | NachtExpress: Walsumermark Hirschkamp – Neuköln – Brink – Walsumermark Eichsfeldstr. – Schmachtendorf – Alsfeld – Ludwigshütte – OB-Sterkrade Bf – OLGA-Park – Neue Mitte Oberhausen – Oberhausen Hbf – Rehmer – Alstaden Fröbelplatz Linie verkehrt zwischen Sterkrade Bf und Oberhausen Hbf über die ÖPNV-Trasse Oberhausen           | 60 min | STOAG             |
| NE2   | NachtExpress: Schmachtendorf Heinrich-Böll-Gesamtschule – Walsumermark – KönigshardtFalkestr. – Alsbachtal – OB-Sterkrade Bf – OLGA-Park – Neue Mitte Oberhausen – Oberhausen Hbf – Dümpterkamp – Schlad Wehrstr. – Dümpten Linie verkehrt zwischen Sterkrade Bf und Oberhausen Hbf über die ÖPNV-Trasse Oberhausen                     | 60 min | STOAG             |
| NE3   | NachtExpress: OB-Sterkrade Bf – Osterfeld Mitte – OB-Osterfeld Süd Bf – Borbeck – Marienburgstraße – Oberhausen Hbf – Bebelstraße – Duisburg-Obermeiderich Bf – Alstaden Fröbelplatz | 60 min | STOAG             |
| NE4   | NachtExpress: OB-Sterkrade Bf – Biefangstraße – Holten Markt – OB-Holten Bf – Barmingholten → Waldhuck → Schmachtendorf Heinrich-Böll-Gesamtschule | 60 min | STOAG             |
| NE5   | NachtExpress: OB-Sterkrade Bf – Buschhausen Mitte – Stadtwerke – Lirich – Bero-Zentrum – Oberhausen Hbf | 60 min | STOAG             |
| NE6   | NachtExpress: OB-Sterkrade Bf – Tackenberg – Rothebusch – Osterfeld Mitte – Neue Mitte Oberhausen – Oberhausen Hbf – Akazienstraße – Alstaden Ruhrpark Linie verkehrt zwischen OLGA-Park und Oberhausen Hbf über die ÖPNV-Trasse Oberhausen                                                                                             | 60 min | STOAG             |
| NE7   | NachtExpress: OB-Sterkrade Bf – Klosterhardt – Tackenberg – KönigshardtFalkestr. – Walsumermark – Schmachtendorf Heinrich-Böll-Gesamtschule | 60 min | STOAG             |
| NE10  | OB-Sterkrade Bf – Schloss Oberhausen – Neue Mitte Oberhausen – Knappenmarkt – Oberhausen-Wehrstraße – Mülheim-Dümpten – Mülheim Hbf Nordeingang(←)/Dieter-aus-dem-Siepen-Platz(→) – Mülheim Stadtmitte – Schloß Broich – Broich – Saarn Alte Straße → Saarner Kuppe – Oemberg ← Saarn Lindenhof                                         | 60 min | Ruhrbahn / STOAG  |
| NE12  | OB-Sterkrade Bf – OLGA-Park – Neue Mitte Oberhausen – Oberhausen Hbf – Landwehr – Mülheim-Styrum – Mülheim-West → Eppinghofen → Dieter-aus-dem-Siepen-Platz → Mülheim Kaiserplatz – Friedrich-Ebert-Straße ← MH-Stadtmitte Linie verkehrt zwischen Sterkrade und Oberhausen Hauptbahnhof über die ÖPNV-Trasse Oberhausen.               | 60 min | STOAG / Ruhrbahn  |